# Лицем у наличје
„Лицем у наличје” је југословенска телевизијска серија снимљена 1965. године у продукцији Телевизије Београд.

## Епизоде
| Сезона | Епизода | Назив | Датум              |
| ------ | ------- | ----- | ------------------ |
| 1      | 1       | /     | 10. априла 1965.   |
| 1      | 2       | /     | 17. априла 1965.   |
| 1      | 3       | /     | 24. априла 1965.   |
| 1      | 4       | /     | 1. маја 1965.      |
| 1      | 5       | /     | 8. маја 1965.      |
| 1      | 6       | /     | 22. маја 1965.     |
| 1      | 7       | /     | 29. маја 1965.     |
| 1      | 8       | /     | 5. јуна 1965.      |
| 1      | 9       | /     | 12. јуна 1965.     |
| 1      | 10      | /     | 19. јуна 1965.     |
| 2      | 1       | /     | 25.септембра 1965. |
| 2      | 2       | /     | 2.октобра 1965.    |
| 2      | 3       | /     | 9.октобра 1965.    |
| 2      | 4       | /     | 16.октобра 1965.   |
| 2      | 5       | /     | 23.октобра 1965.   |
| 2      | 6       | /     | 30.октобра 1965.   |
| 2      | 7       | /     | 6.новембра 1965.   |
| 2      | 8       | /     | 13.новембра 1965.  |
| 2      | 9       | /     | 20.новембра 1965.  |
| 2      | 10      | /     | 27.новембра 1965.  |

## Улоге
| Глумац                  | Улога                                    |
| ----------------------- | ---------------------------------------- |
| Миливоје Мића Томић     | Др. Томић (20 еп. 1965)                  |
| Даница Аћимац           | Медицинска сестра (20 еп. 1965)          |
| Драгутин Добричанин     | Ћутолог (20 еп. 1965)                    |
| Ђокица Милаковић        | Ђока Павловић (20 еп. 1965)              |
| Миодраг Поповић Деба    | Милиционер Миле (20 еп. 1965)            |
| Миодраг Петровић Чкаља  | Благоје (20 еп. 1965)                    |
| Мија Алексић            | Гневни човек (20 еп. 1965)               |
| Богић Бошковић          | Ансамбл „Тхе Лака коњица” (20 еп. 1965)  |
| Љубомир Дидић           | Ансамбл „Тхе Лака коњица” (20 еп. 1965)  |
| Вера Ђукић              | Ева (20 еп. 1965)                        |
| Зоран Лонгиновић        | Ансамбл „Тхе Лака коњица” (20 еп. 1965)  |
| Милан Панић             | Ансамбл „Тхе Лака коњица” (20 еп. 1965)  |
| Михајло Бата Паскаљевић | Француз Жан (20 еп. 1965)                |
| Жељка Рајнер            | Ема (20 еп. 1965)                        |
| Александар Стојковић    | Пијанац (20 еп. 1965)                    |
| Милутин Мића Татић      | Ансамбл „Тхе Лака коњица” (20 еп. 1965)  |
| Михајло Викторовић      | Пацијент који стално плаче (20 еп. 1965) |
| Жарко Митровић          | Спасоје (18 еп. 1965)                    |
| Јовиша Војиновић        | Станимир (14 еп. 1965)                   |

 Остале улоге ▼
| Глумац                     | Улога                             |
| -------------------------- | --------------------------------- |
| Марија Милутиновић         | Милетова дружбеница (10 еп. 1965) |
| Бранко Ђорђевић            | Силеџија (8 еп. 1965)             |
| Тома Курузовић             | (8 еп. 1965)                      |
| Драгољуб Милосављевић Гула | (6 еп. 1965)                      |
| Љубица Секулић             | (6 еп. 1965)                      |
| Олга Ивановић              | (5 еп. 1965)                      |
| Бранка Митић               | (5 еп. 1965)                      |
| Душан Крцун Ђорђевић       | (4 еп. 1965)                      |
| Радослав Павловић          | (4 еп. 1965)                      |
| Зоран Ристановић           | (3 еп. 1965)                      |
| Слободан Стојановић        | (2 еп. 1965)                      |
| Реља Башић                 | (1 еп. 1965)                      |
| Драгица Лукић              | (1 еп. 1965)                      |
| Владо Стефанчић            | (1 еп. 1965)                      |
| Милорад Трандафиловић      | (1 еп. 1965)                      |
| Мирко Војковић             | (1 еп. 1965)                      |

Комплетна ТВ екипа ▼
| Редитељ              | Радивоје Лола Ђукић    | (20 еп. 1965)                          |
| Сценариста           | Радивоје Лола Ђукић    | (20 еп. 1965)                          |
| Сценариста           | Новак Новак            | (20 еп. 1965)                          |
| Директор фотографије | Никола Ђоновић         | (непознат број епизода)                |
| Директор фотографије | Милан Стефановић       | (непознат број епизода)                |
| Сценограф            | Драгољуб Лазаревић     | (20 еп. 1965)                          |
| Костимограф          | Јелисавета Гобецки     | (20 еп. 1965)                          |
| Помоћник режије      | Арса Милошевић         | 1 помоћник редитеља (20 еп. 1965)      |
| Одсек за звук        | Драгољуб Гојковић      | тон мајстор (20 еп. 1965)              |
| Музички одсек        | Мија Алексић           | Певач: „Коларићу Панићу” (20 еп. 1965) |
| Музички одсек        | Љубиша Баћић           | Певач: насловна песма (20 еп. 1965)    |
| Музички одсек        | Миодраг Петровић Чкаља | Певач: „Коларићу Панићу” (20 еп. 1965) |
| Остала екипа         | Нада Петернек          | секретар режије (20 еп. 1965)          |